# Buru
Buru – wyspa na morzu Banda w Indonezji w archipelagu Moluki; otoczona rafami koralowymi, porośnięta lasem tropikalnym. Powierzchnia 9505 km², ok. 160 tys. mieszkańców; główne miasto to Namlea. Powierzchnia wyspy jest górzysta, najwyższy szczyt ma wysokość 2429 m n.p.m. Panuje klimat równikowy, wybitnie wilgotny. Naturalną roślinność stanowią wilgotne lasy równikowe, wykorzystywane gospodarczo (m.in. eksploatacja drzewa tekowego). Uprawia się palmę sagową, palmę kokosową, przyprawy korzenne, pozyskuje się drewna; rozwinięte jest także rybołówstwo.
Mieszkańcy wyspy (grupa etniczna Buru) posługują się przede wszystkim językiem buru (zróżnicowanym dialektalnie) oraz malajskim ambońskim. Dialekt lisela jest dość odrębny. W użyciu jest także język indonezyjski. Znaczną część populacji stanowią migranci (Ternate, Galela, Sula, Jawajczycy, różne grupy ludności z Buton i Sulawesi).
Ludność Buru wyznaje protestantyzm lub islam sunnicki. We wnętrzu wyspy zachowały się wierzenia tradycyjne. Rdzenna ludność Buru zwykle określa się jako chrześcijanie, a ludność napływowa, zamieszkująca rejon nadbrzeżny, to w znacznej mierze wyznawcy islamu.

## Historia
Od XVI wieku wyspa znajdowała się w strefie wpływów Sułtanatu Ternate. W 1658 została zajęta przez Holenderską Kompanię Wschodnioindyjską; od 1950 należy do Indonezji. W 1965 założono tu karny obóz dla komunistów i innych dysydentów.